# Campionati europei di ciclismo su strada 2012 - Cronometro femminile Under-23
La cronometro femminile Under-23 dei Campionati europei di ciclismo su strada 2012 si è svolta il 9 agosto 2012 a Goes, nei Paesi Bassi, per un percorso di 24,9 km. La gara è stata vinta dall'olandese Anna van der Breggen, che ha terminato la gara in 32'31", alla media di 45,939 km/h.

## Classifica (Top 10)
| Pos. | Corridore            | Squadra     | Tempo   |
| ---- | -------------------- | ----------- | ------- |
| 1    | Anna van der Breggen | Paesi Bassi | 32'31"  |
| 2    | Mieke Kröger         | Germania    | a 51"   |
| 3    | Elisa Longo Borghini | Italia      | a 54"   |
| 4    | Thalita de Jong      | Paesi Bassi | a 1'05" |
| 5    | Ivanna Borovyčenko   | Ucraina     | a 1'28" |
| 6    | Jessie Daams         | Belgio      | a 1'35" |
| 7    | Aude Biannic         | Francia     | a 1'42" |
| 8    | Aleksandra Sošenko   | Lituania    | a 1'46" |
| 9    | Katažina Sosna       | Lituania    | a 1'57" |
| 10   | Mélodie Lesueur      | Francia     | a 2'01" |